# Dune Coetzee
Dune Coetzee (14 de mayo de 2002) es una deportista de Sudáfrica que compite en natación. Ganó una medalla de plata en los Juegos Olímpicos de la Juventud de 2018, en la prueba de 200 m mariposa.